# Élection présidentielle abkhaze de 2019
L'élection présidentielle abkhaze de 2019 a lieu les 25 août et 8 septembre 2019 afin d'élire le président de l'Abkhazie, une république sécessionniste de la Géorgie non reconnue par la majorité de la communauté internationale. 
Le président sortant Raul Khadjimba, candidat à sa réélection, est mis en ballotage par Alkhas Kvitsinia. Khadjimba l'emporte finalement de justesse avec 999 voix d'avance sur son concurrent. 
Des accusations de fraude électorale à l'encontre de Khadjimba conduisent cependant à un soulèvement populaire suivi de sa démission le 12 janvier 2020. Une nouvelle élection présidentielle est par conséquent organisée le 22 mars 2020.

## Contexte

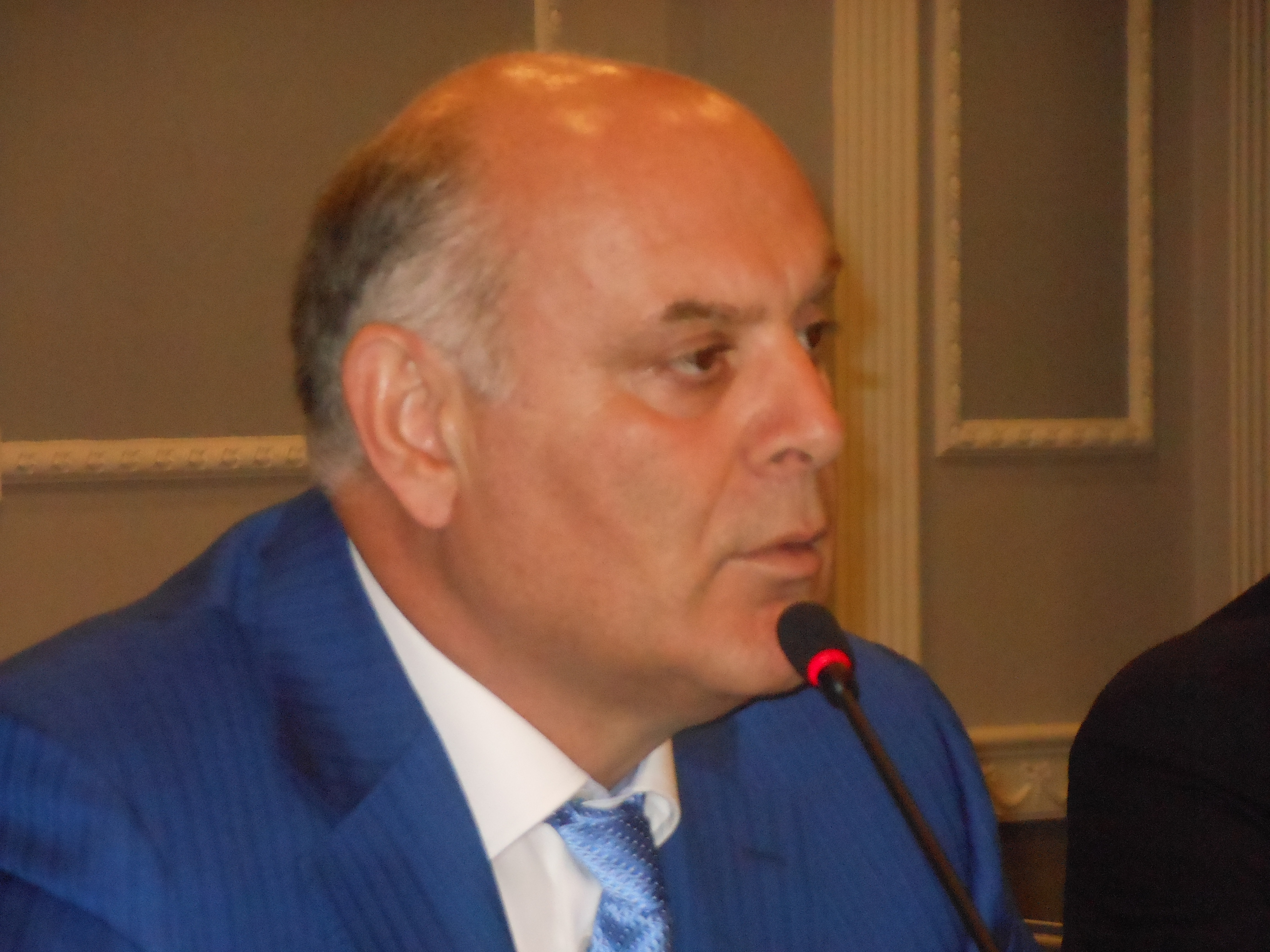
L'opposant Aslan Bjania en 2014.

Initialement prévue pour le 21 juillet, l'élection est repoussée à cause de l'empoisonnement du candidat d'opposition Aslan Bjania, hospitalisé en Russie dans un état grave. Ses partisans parviennent ainsi à faire repousser la date du scrutin afin de lui permettre d'y participer à son rétablissement. Bjania finit cependant par annoncer le 15 juillet son abandon de la course à la présidence du fait de son état de santé. Le candidat est alors sous assistance respiratoire, et souffre de troubles de la parole.

## Système électoral
Le président est élu au suffrage universel direct  uninominal majoritaire à deux tours pour un mandat de cinq ans. Les votes blancs étant pris en compte dans les votes valides sous la forme de bulletin "aucun d'entre eux", les candidats peuvent être élus au second tour sans avoir atteint la majorité absolue. La participation doit cependant obligatoirement franchir le quorum de 25 % des inscrits pour que le scrutin soit reconnu valide, une pratique courante dans les ex républiques soviétiques. À défaut, une nouvelle élection est organisée, avec des candidats différents,,.

## Résultats
| Candidats et colistiers  | Candidats et colistiers        | Partis                   | Premier tour | Premier tour | Second tour | Second tour |
| Candidats et colistiers  | Candidats et colistiers        | Partis                   | Voix         | %            | Voix        | %           |
| ------------------------ | ------------------------------ | ------------------------ | ------------ | ------------ | ----------- | ----------- |
|                          | Raul Khadjimba Aslan Bartsits  | FUNA                     | 20 544       | 26,33        | 39 741      | 48,68       |
|                          | Alkhas Kvitsinia Dmitri Dbar   | Amtsakhara               | 18 929       | 24,26        | 38 742      | 47,46       |
|                          | Oleg Archba Oleg Bartsits      | Indépendant              | 18 665       | 23,92        |             |             |
|                          | Astamour Tarba Tamazi Ketsba   | Indépendant              | 5 695        | 7,30         |             |             |
|                          | Leonid Dzapchba Vianor Achba   | Akzaara                  | 4 935        | 6,33         |             |             |
|                          | Chamil Adzynba Rafael Ampar    | Indépendant              | 3 579        | 4,59         |             |             |
|                          | Almas Djapoua Vadim Smyr       | Indépendant              | 1 753        | 2,25         |             |             |
|                          | Artour Ankvab Soslan Salakaya  | Indépendant              | 1 403        | 1,80         |             |             |
|                          | Astamour Kakalia Astamour Ayba | Indépendant              | 841          | 1,08         |             |             |
|                          | Aucun d'entre eux              | Aucun d'entre eux        | 1 677        | 2,15         | 3 154       | 3,86        |
|                          |                                |                          |              |              |             |             |
| Votes valides            | Votes valides                  | Votes valides            | 78 021       | 94,24        | 81 637      | 97,32       |
| Votes nuls               | Votes nuls                     | Votes nuls               | 4 770        | 5,76         | 2 246       | 2,68        |
| Total                    | Total                          | Total                    | 82 791       | 100          | 83 883      | 100         |
| Abstention               | Abstention                     | Abstention               | 46 630       | 36,03        | 43 253      | 34,02       |
| Inscrits / participation | Inscrits / participation       | Inscrits / participation | 129 421      | 63,97        | 127 136     | 65,98       |

 Représentation des résultats du second tour :
| Raul Khadjimba (48,68 %) |  |  |  | Alkhas Kvitsinia (47,46 %) |
| ▲                        |  |  |  |                            |
| Majorité absolue         |  |  |  |                            |

## Réactions
Dès le premier tour, le scrutin provoque un communiqué de la Géorgie dénonçant la « prétendue élection présidentielle » comme « un nouvel acte illégal dirigé contre la souveraineté et l'intégrité territoriale de la Géorgie ». Le ministère des Affaires étrangères géorgien dénonce une tentative de légitimation de l'épuration ethnique et de l'occupation d'une partie du pays, qui n'aurait pour but que de faire avancer davantage la région vers une annexion pure et simple par la Russie. 
Le gouvernement géorgien appelle cette dernière à respecter l'accord de cessez-le-feu issu de la médiation de l'Union européenne et à revenir sur sa décision de reconnaître l'indépendance des régions sécessionnistes géorgiennes. 
Un groupe de quinze pays — Bulgarie, Canada, Estonie, États-Unis, Finlande, Irlande, Lettonie, Lituanie, Norvège, Pologne, Roumanie, Royaume Uni, Suède, République tchèque et Ukraine — rendent publique le 26 août une déclaration commune dans laquelle ils déclarent conjointement ne pas reconnaître la légitimité de l'élection ni ses résultats. Les quinze pays réitèrent leurs plein soutien à l'intégrité territoriale et à la souveraineté de la Géorgie dans ses frontières internationalement reconnues. Ils rejoignent également son appel fait à la Russie, qu'ils enjoignent de retirer ses troupes et de fournir un accès sans restriction aux secours humanitaires dans la région. L'Azerbaïdjan voisin publie un communiqué similaire, réaffirmant son soutien à la Géorgie, de même que le représentant spécial du secrétaire général de l'ONU dans le Caucase et l'Asie centrale, James Appathurai.

## Suites
Alkhas Kvitsinia fait appel des résultats, sans succès. En janvier 2020, cependant, les accusations de fraude électorale donnent lieu à des manifestations de grande ampleur contre Khadjimba, culminant le 10 janvier en un soulèvement populaire qui voit les manifestants s'emparer d'un stock d'armes à feu avant de prendre le contrôle des principales institutions du pays dont le parlement et la Cour suprême, dans ce qui est qualifié de « quasi coup d’État ». L'Assemblée nationale vote le soir même une résolution appelant Khadjimba à quitter le pouvoir, soutenue par son propre parti, tandis que la Cour suprême déclare le résultat de l'élection présidentielle invalide. Khadjimba refuse cependant de démissionner, le conflit s'enlisant pendant deux jours entre les deux camps retranchés dans les bâtiments de la capitale, en attente de la réaction du gouvernement russe,. La visite de Vladislav Surkov, conseiller de Vladimir Poutine, deux jours plus tard est suivie le jour même de l'annonce par Khadjimba de sa démission,. Celle-ci ouvre la voie à une nouvelle élection présidentielle, fixée au 22 mars 2020.